# Lista odcinków serialu anime Spy × Family

Logo serii

Artykuł zawiera listę wszystkich wyemitowanych odcinków telewizyjnego serialu anime Spy × Family, opracowanego na podstawie mangi autorstwa Tatsuyi Endō. Seria została wyprodukowana przez studia Wit Studio i CloverWorks, a za reżyserię odpowiadał Kazuhiro Furuhashi.
Pierwszy sezon serialu został podzielony na dwie części. Pierwsza, składająca się z 12 odcinków, była emitowana od 9 kwietnia do 25 czerwca 2022, druga zaś, licząca 13 odcinków, była nadawana od 1 października do 24 grudnia tego samego roku.
Emisja drugiego sezonu rozpoczęła się 7 października i zakończyła 23 grudnia 2023, licząc 12 odcinków.
Trzeci sezon został zapowiedziany w październiku 2024. Jego premiera zaplanowana jest na październik 2025.
W Polsce pierwszy sezon jest emitowany od 2 stycznia 2025 na antenie Canal+ Seriale. Jest także dostępny za pośrednictwem serwisu Canal+ online. 

## Przegląd serii
| Sezon | Sezon | Odcinki | Odcinki             | Premiera serii      | Finał serii     |
| ----- | ----- | ------- | ------------------- | ------------------- | --------------- |
|       | 1     | 25      | 12                  | 9 kwietnia 2022     | 25 czerwca 2022 |
| 13    | 1     | 25      | 1 października 2022 | 24 grudnia 2022     |                 |
|       | 2     | 12      | 12                  | 7 października 2023 | 23 grudnia 2023 |
|       | 3     | 26      | 26                  | 6 październik 2025  | 30 marzec 2026  |

## Lista odcinków

### Sezon 1 (2022)
| №       | #       | Tytuł | Premiera             | Premiera w Polsce |
| Część 1 | Część 1 | Część 1 | Część 1              | Część 1           |
| ------- | ------- | --- | -------------------- | ----------------- |
| 1       | 1       | Operacja Strix Operēshon <Sutorikusu> (オペレーション〈梟〉) | 9 kwietnia 2022      | 2 stycznia 2025   |
| 2       | 2       | Znaleźć żonę Tsuma-yaku o kakuho seyo (妻役を確保せよ) | 16 kwietnia 2022     | 2 stycznia 2025   |
| 3       | 3       | Przygotowania do rozmowy Juken taisaku o seyo (受験対策をせよ) | 23 kwietnia 2022     | 2 stycznia 2025   |
| 4       | 4       | Rozmowa kwalifikacyjna Meimonkō mensetsu shiken (名門校面接試験)                                                                                                   | 30 kwietnia 2022     | 2 stycznia 2025   |
| 5       | 5       | Przejdą czy nie? Gōhi no yukue (合否の行方) | 7 maja 2022          | 9 stycznia 2025   |
| 6       | 6       | Operacja przyjaźń Nakayoshi sakusen (ナカヨシ作戦) | 14 maja 2022         | 9 stycznia 2025   |
| 7       | 7       | Drugi syn celu Tāgetto no jinan (標的の次男) | 21 maja 2022         | 9 stycznia 2025   |
| 8       | 8       | Operacja policyjna pod przykrywką Taihimitsu keisatsu gisō sakusen (対秘密警察偽装作戦)                                                                            | 28 maja 2022         | 9 stycznia 2025   |
| 9       | 9       | Dowód miłości Rabu rabu o misetsukeyo (ラブラブを見せつけよ) | 4 czerwca 2022       | 16 stycznia 2025  |
| 10      | 10      | Operacja „Zbijak” Dojjibōru daisakusen (ドッジボール大作戦) | 11 czerwca 2022      | 16 stycznia 2025  |
| 11      | 11      | Stella <Sutera> (〈星〉) | 18 czerwca 2022      | 16 stycznia 2025  |
| 12      | 12      | Park pingwinów Pengin pāku (ペンギンパーク) | 25 czerwca 2022      | 16 stycznia 2025  |
| Część 2 |         | |                      |                   |
| 13      | 13      | Projekt Apple Purojekuto <Appuru> (プロジェクト〈アップル〉) | 1 października 2022  | 23 stycznia 2025  |
| 14      | 14      | Rozbroić bombę Jigen bakudan o kaijo seyo (時限爆弾を解除せよ) | 8 października 2022  | 23 stycznia 2025  |
| 15      | 15      | Nowy członek rodziny Atarashii kazoku (新しい家族) | 15 października 2022 | 23 stycznia 2025  |
| 16      | 16      | Kuchnia Yor / Wielka operacja miłosna informatora Yoruzu kitchin / Jōhō-ya no ren’ai dai sakusen (ヨル’s キッチン / 情報屋の恋愛大作戦)                            | 22 października 2022 | 23 stycznia 2025  |
| 17      | 17      | Operacja: Gryfin / Fullmetal Lady / Omlet Gurihon sakusen o kekkō seyo / <Furumetaru redi> / Omuraisu♡ (ぐりほんさくせんを決行せよ / 〈鋼鉄の淑女〉 / オムライス♡) | 29 października 2022 | 30 stycznia 2025  |
| 18      | 18      | Wujek korepetytor / Świt Kateikyōshi no oji / <Shinonome> (家庭教師の叔父 / 〈東雲〉)                                                                              | 5 listopada 2022     | 30 stycznia 2025  |
| 19      | 19      | Plan zemsty na Desmondach / Mama staje się wiatrem Dezumondo e no fukushū keikaku / Haha, kaze ni naru (デズモンドへの復讐計画 / 母、風になる)                     | 12 listopada 2022    | 30 stycznia 2025  |
| 20      | 20      | Zbadać szpital / Odszyfrować tajemny kod Sōgō byōin o chōsa seyo / Nankai na angō o kaidoku seyo (総合病院を調査せよ / 難解な暗号を解読せよ)                       | 19 listopada 2022    | 30 stycznia 2025  |
| 21      | 21      | Noc / Pierwszy atak zazdrości <Tobari> / Hajimete no shitto (〈夜帷〉 / はじめての嫉妬)                                                                            | 26 listopada 2022    | 6 lutego 2025     |
| 22      | 22      | Podziemny turniej tenisowy – Campbelldon Chika tenisu taikai kyanberudon (地下テニス大会 キャンベルドン)                                                           | 3 grudnia 2022       | 6 lutego 2025     |
| 23      | 23      | Niezachwiana trajektoria Yuruganu kidō (揺るがぬ軌道) | 10 grudnia 2022      | 6 lutego 2025     |
| 24      | 24      | Rola matki i rola żony / Zakupy z psyjaciółką Haha-yaku to tsuma-yaku / Tomodachi to kaimono (母役と妻役 / ともだちとかいもの)                                     | 17 grudnia 2022      | 6 lutego 2025     |
| 25      | 25      | Pierwszy kontakt Fāsuto kontakuto (接敵作戦) | 24 grudnia 2022      | 6 lutego 2025     |

### Sezon 2 (2023)
| №  | #  | Tytuł | Premiera             |
| -- | -- | --- | -------------------- |
| 26 | 1  | Chichi to haha o bikō seyo (ちちとははをびこうせよ)                                                                       | 7 października 2023  |
| 27 | 2  | Bondo no seizon senryaku / Damian no yagai gakushū (ボンドの生存戦略 / ダミアンの野外学習)                                | 14 października 2023 |
| 28 | 3  | Ninmu to kazoku / Kareinaru Bondoman / Kodomo kokoro / Mezamashi (任務と家族 / 華麗なるボンドマン / 子ども心 ／ 目覚まし) | 21 października 2023 |
| 29 | 4  | Chie no kanmi / Jōhō-ya no ren’ai dai sakusen II (知恵の甘味 / 情報屋の恋愛大作戦II)                                      | 28 października 2023 |
| 30 | 5  | Ekkyō sakusen (越境作戦)                                                                                                  | 4 listopada 2023     |
| 31 | 6  | Senritsu no gōka kyakusen (戦慄の豪華客船)                                                                                | 11 listopada 2023    |
| 32 | 7  | Dare ga tame no ninmu (誰がための任務)                                                                                    | 18 listopada 2023    |
| 33 | 8  | Senjō no shinfonī / Ane no hābutī (船上の交響曲 / 姉のハーブティー)                                                       | 25 listopada 2023    |
| 34 | 9  | Mirai o tsunagu te (未来を繋ぐ手)                                                                                         | 2 grudnia 2023       |
| 35 | 10 | Rizōto o mankitsu seyo / Kyūka jiman (リゾートを満喫せよ / 休暇自慢)                                                      | 9 grudnia 2023       |
| 36 | 11 | Bārinto rabu / <Tobari> no nichijō (バーリント・ラブ / 〈夜帷〉の日常)                                                    | 16 grudnia 2023      |
| 37 | 12 | Kazoku no ichiin (家族の一員)                                                                                             | 23 grudnia 2023      |